# Dafydd Wigley, Baron Wigley

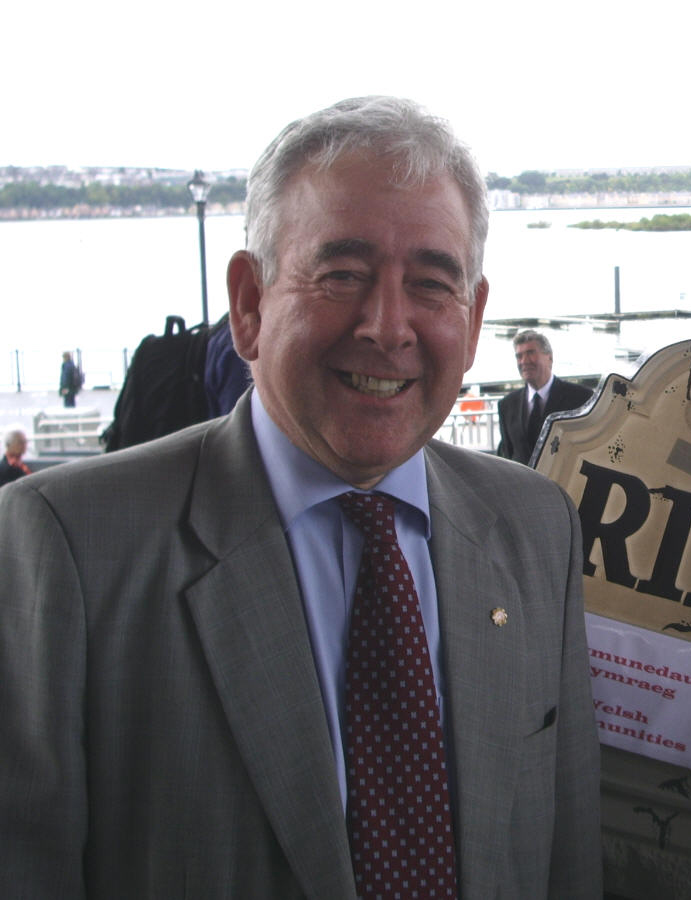
Dafydd Wigley (2006)

Dafydd Wigley, Baron Wigley PC (* 1. April 1943 in Derbyshire, Derbyshire, England) ist ein britischer Politiker der Plaid Cymru, der 27 Jahre lang Mitglied des House of Commons war und seit 2011 als Life Peer Mitglied des House of Lords ist.

## Leben

### Berufliche Laufbahn und langjähriger Unterhausabgeordneter
Nach dem Besuch der Grammar School in Caernarfon sowie der Rhydal Penrhos School absolvierte Wigley ein Studium der Wirtschaftswissenschaften an der Victoria University of Manchester. Anschließend war er zunächst zwischen 1964 und 1967 Buchhalter bei der Ford Motor Company tätig, dann bei Mars Ltd sowie zuletzt von 1971 bis 1974 als Buchhalter bei Hoover Ltd.
Bei den Unterhauswahlen am 18. Juni 1970 kandidierte Wigley – wenngleich ohne Erfolg – erstmals für ein Abgeordnetenmandat im House of Commons und war danach zwischen 1972 und 1974 Mitglied des Rates des Merthyr Tydfil County Borough.
Bei den Unterhauswahlen am 28. Februar 1974 wurde er dann für Plaid Cymru zum Abgeordneten in das Unterhaus gewählt und vertrat in diesem bis zu den Unterhauswahlen 9. Juni 1983 den Wahlkreis Caernarvon sowie anschließend bis zu den Unterhauswahlen am 7. Juni 2001 den Wahlkreis Caernarfon.
Während seiner langjährigen Unterhaustätigkeit fungierte Wigley, der 1981 den Gesetzentwurf für das Gesetz für behinderte Menschen (Disabled Persons Act 1981) einbrachte und zwischen 1981 und 1984 erstmals Präsident von Plaid Cymru war, von 1987 bis 1991 Parlamentarischer Geschäftsführer (Whip) seiner Fraktion. Zugleich war er von 1991 bis 2000 erneut Präsident von Plaid Cymru und zwischen 1992 und 2001 Vizevorsitzender der überparteilichen Gruppe behinderter Unterhausmitglieder.
1994 kandidierte Wigley, der 1994 Honorary Fellow des Bangor University College of North Wales wurde, ohne Erfolg für ein Mandat im Europäischen Parlament. Zuletzt war er von 1997 bis 2000 Sprecher der Plaid Cymru-Fraktion im Unterhaus für Verfassungsangelegenheiten.

### Mitglied der Nationalversammlung von Wales und Oberhausmitglied
Bei der Wahl zur Nationalversammlung für Wales 1999 wurde Wigley als Spitzenkandidat der Plaid Cymru zum Mitglied der Nationalversammlung gewählt und gehörte dieser bis 2003 als Vertreter des Wahlkreises Caernarfon an. In dieser Zeit war er von 1999 bis 2000 als Vorsitzender der Plaid-Cymru-Fraktion zugleich Führer der Opposition.
Während seiner Mitgliedschaft in der Nationalversammlung war er ferner zwischen 1999 und 2003 Mitglied des Ausschusses für Nordwales sowie von 2000 bis 2003 des Ausschusses für Wirtschaftsentwicklung und zugleich von 2001 bis 2003 des Kulturausschusses. Ferner war Wigley, der seit 2001 Ehrenpräsident der Plaid Cymru ist, von 2001 bis 2003 „Schatten-Finanzminister“ im Schattenkabinett der Plaid Cymru sowie von 2002 bis 2003 Vorsitzender des Rechnungsprüfungsausschusses der Nationalversammlung.
2002 verlieh ihm die University of Wales einen Ehrendoktor der Rechtswissenschaften (Honorary Doctor of Laws). Zwischen 2003 und 2006 fungierte er als Pro-Kanzler der University of Wales.
Am 19. Januar 2011 wurde mit dem Titel Baron Wigley, of Caernarfon in the County of Gwynedd, zum Life Peer erhoben. Am 24. Januar 2011 folgte seine Einführung (Introduction) als Mitglied des House of Lords.
Neben seiner Mitgliedschaft im Oberhaus engagiert er sich als Vorsitzender des Beirates der Wirtschaftswissenschaftlichen Fakultät (School of Business) der Bangor University. Lord Wigley, der Präsident der National Library of Wales, ist ferner Trustee des Pensionsfonds für ehemalige Mitglieder der Nationalversammlung von Wales sowie des Sir Kyffin Williams Trust in Llangefni.

## Familie
Dafydd Wigley ist mit der Harfenistin Elinor Bennett verheiratet. Das Paar hatte vier Kinder, von denen zwei infolge eines genetischen Defektes verstarben. Sein Sohn Hywel ist mit der Harfenistin Catrin Finch verheiratet.